# Ceiba erianthos
Ceiba erianthos är en malvaväxtart som först beskrevs av Antonio José Cavanilles, och fick sitt nu gällande namn av Karl Moritz Schumann. Ceiba erianthos ingår i släktet Ceiba och familjen malvaväxter. Inga underarter finns listade i Catalogue of Life.

## Bildgalleri

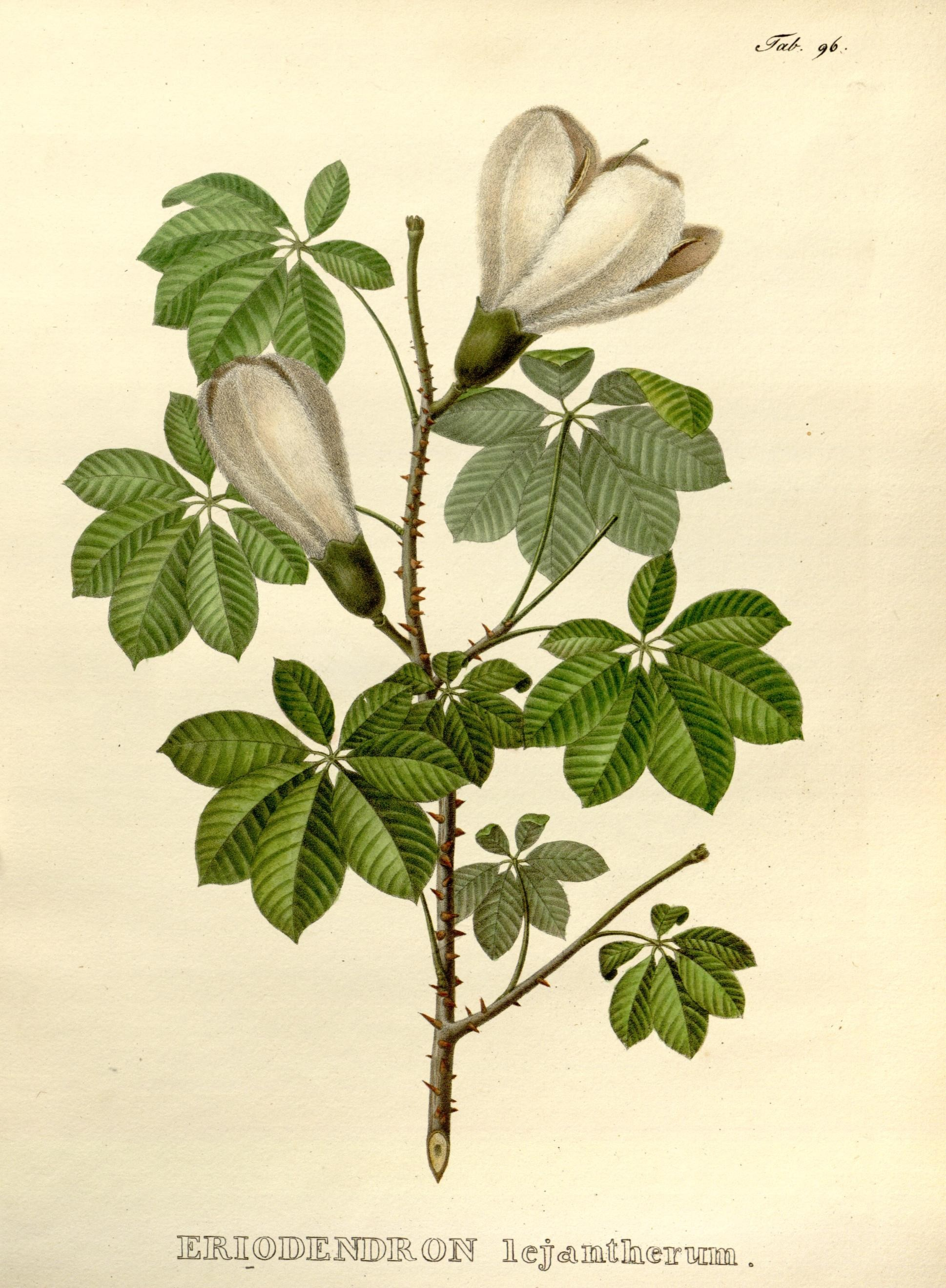
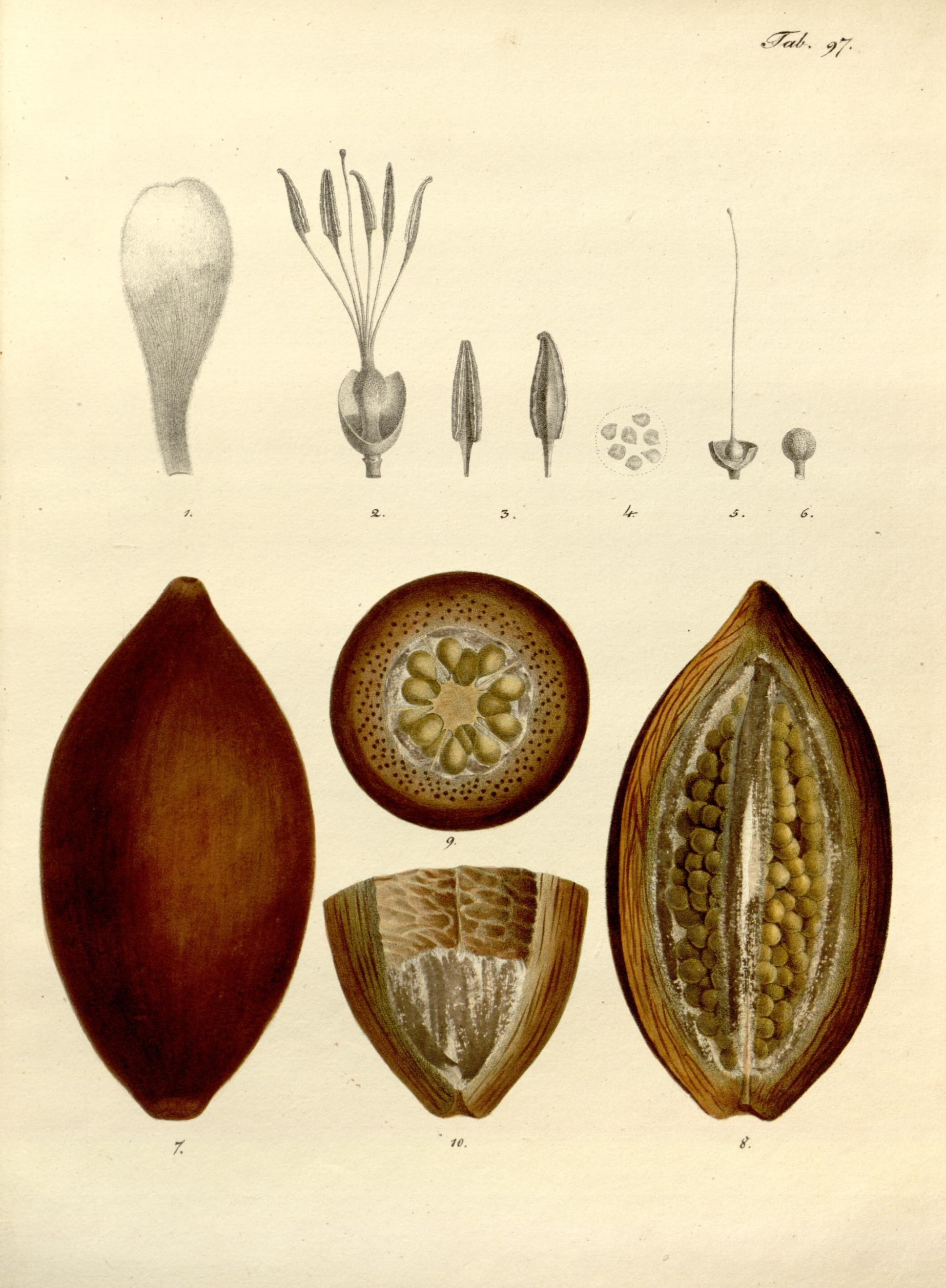